# Marco Beasley
Marco Beasley (Napoli, 26 febbraio 1957) è un tenore, attore e musicologo italiano.

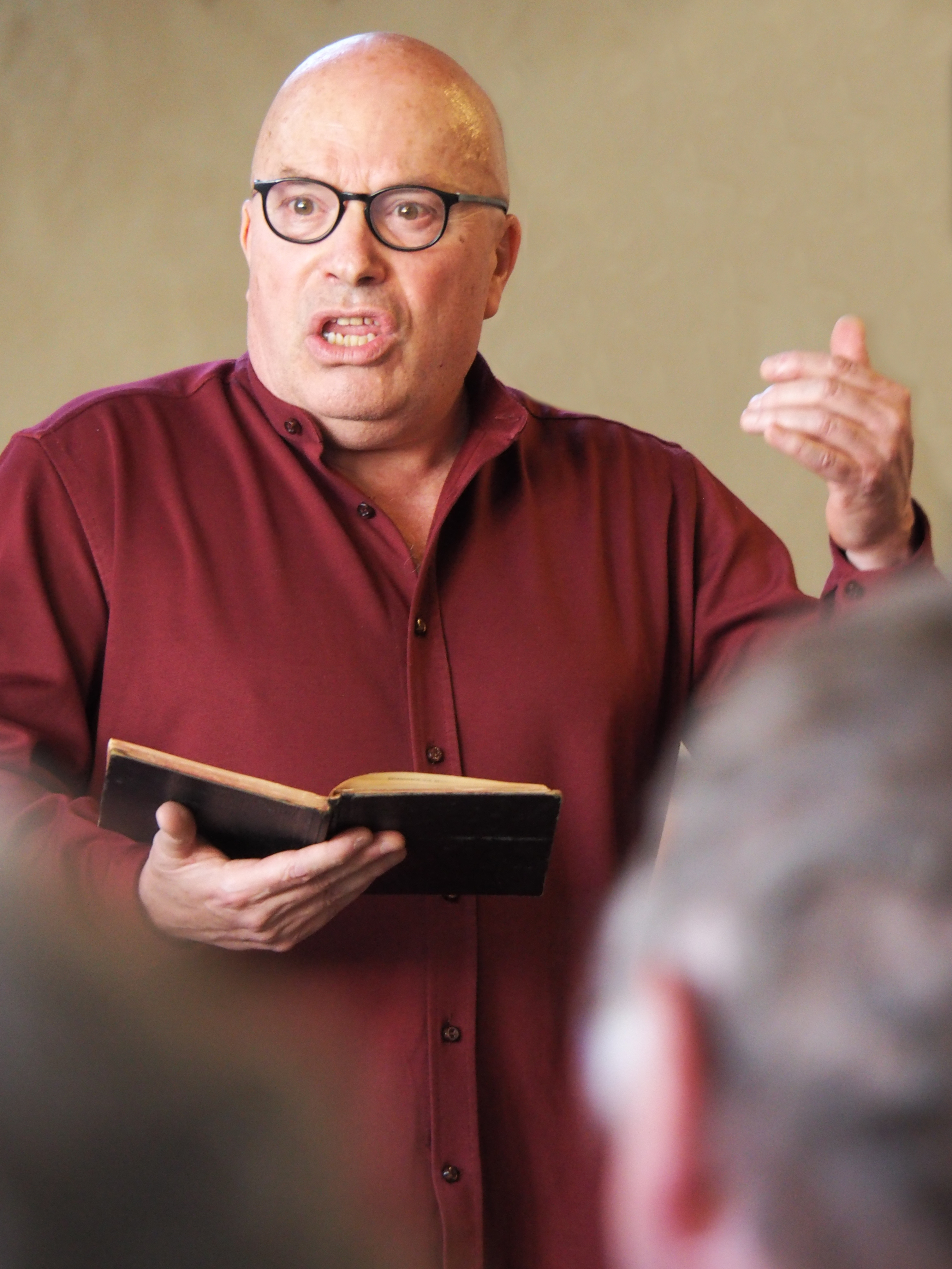
Marco Beasley (2019).

Beasley è particolarmente noto per le rappresentazioni barocche grazie alla ripresa del Recitar cantando del barocco italiano e delle frottole di Napoli. La personalità artistica di Beasley è caratterizzata da una grande vitalità, un'importante sensibilità, una vasta gamma di timbri differenti e una presenza scenica di grande rilievo.

## Biografia
Di padre inglese e di madre napoletana, Marco Beasley crebbe a Napoli dove fu molto presto a contatto con la musica tradizionale locale e con la musica antica nella quale scopre il suo talento. All'inizio degli anni '80 studia musica vocale rinascimentale e barocca oltre alla letteratura musicale dei secoli XV e XVI. Ha approfondito la sua conoscenza della musica profana dell'Italia meridionale con lo studio dei principi di base del recitativo e della polifonia editti dalla Camera fiorentina. Segue ugualmente l'insegnamento di Cathy Berberian.
Nel 1984 fonda con Stefano Rocco e Guido Morini l'ensemble "Accordone" con il quale egli propone le sue proprie composizioni ma anche  opere del diciannovesimo secolo e dell'epoca moderna. 
Ha collaborato inoltre con artisti come Christina Pluhar e gruppi quali L'Arpeggiata o il Nederlands Blazers Ensemble.
Beasley ha interpretato il protagonista dell'Antico Marinaio nella Ballata di Luca Francesconi all'Opera di Lipsia nel 2002.

## Discografia
- Stradella opera Moro per Amore. Velardi. Bongiovanni
- Musica Barocca a Napoli, E. Barbella, F. Mancini, sonata Gaetano Latilla: T'aggio voluto bene Giulio Cesare Rubino: cantata Lena, Giuseppe Porsile: Cantata sopra l'arcicalascione. Marco Beasley, con Bruno Ré, Paolo Capirci, Fabio Menditto, Federico Marincola, Andrea Damiani, come Ensemble Musica Ficta (Italia).
- Canzoni Villanesche: Canzoni Napoletane d'Amore del Sedicesimo Secolo Daedalus Ensemble 1994
- Tempi Passati in Buona Compagnia
- Meraviglia d'amore Private Musicke, Pierre Pitzl ORF
- Il Sogno d'Orfeo Accordone ORF 2002
- L'Amore Ostinato Accordone ORF 2002
- Vox Clamans in Solitudine Accordone 2002
- Il Salotto Napoletano - salon songs Accordone ORF
- Novellette E Madrigali Madrigalisti delle RSI e Ensemble Vanitas 2002
- La Bella Noeva Accordone Alpha 2003
- Stefano Landi: Homo fugit velut umbra - L'Arpeggiata, Christina Pluhar Alpha Records 2003
- La Tarantella - Antidotum Tarantulae L'Arpeggiata, Christina Pluhar e Lucilla Galeazzi 2003
- All Improvviso L'Arpeggiata Christina Pluhar 2004
- Frottole. Accordone Cypres Records 2006
- Recitar cantando Accordone Cypres 2006
- Guido Morini: Una Odissea Netherlands Wind Ensemble 2007
- Il Settecento Napoletano Accordone 2007
- Alessandro Scarlatti: Il Martirio di Santa Cecilia dir. Diego Fasolis 2008
- Guido Morini: Si Dolce Netherlands Wind Ensemble 2009
- Vivifice Spiritus Vitae Vis Accordone 2009
- Fra Diavolo Accordone Arcana Records 2011
- Bellerofonte Castaldi Ferita d'amore. Lute solos, con due tracce con Beasley. Arcana 2011
- Storie di Napoli Accordone Alpha 2012
- Cantate Deo Accordone Alpha 2013 - Beasley canta entrambe le parti dei tenori duetti.
- Vivifice spiritus vitae vis (Marco Beasley / Guido Morini / Accordone) (2014, Cypres)